# 辻秀一
辻 秀一（つじ しゅういち、1961年〈昭和36年〉5月23日 - ）は、日本のスポーツドクター、産業医、文筆家。

## 略歴
東京都生まれ。13代続く医師の家系に生まれる。1977年、栄光学園中学校卒業。1980年、栄光学園高等学校卒業。
小学生時代は剣道少年で、中学から大学まではバスケットボール部に所属。
1986年、北海道大学医学部卒業、慶應義塾大学病院内科入局。1991年から慶應義塾大学スポーツ医学研究センター勤務。
1999年、株式会社エミネクロス，エミネクロスメディカルクリニック設立、主宰。日本医師会認定産業医となる。
2011年、NPO法人スポーツランドを設立。2016年、ホワイト企業大賞企画委員に就任。2019年、一般社団法人Di-Sports研究所設立。
実娘はクリエイティブ・ディレクターの辻愛沙子。

## 著書
- 『健康獲得大作戦 栄養・運動・休養があなたを救う』（同文書院） 1995
- 『スラムダンク勝利学』（集英社インターナショナル） 2000
- 『痛快!みんなのスポーツ学』（集英社インターナショナル） 2001
- 『子どもの「生きる力」を伸ばす3つの習慣』（PHP研究所）） 2002
- 『人のためになる人ならない人 コーチ力が生み出す人間力・社会力』（バジリコ） 2002
- 『ほんとうの社会力 あなたの『力』を知る、伸ばす、楽しむ』（日経BP社） 2002
- 『快楽ダイエット 楽しくやせるコツ教えます』（2003） PHPエル新書
- 『親と子の受験勝利学 合格力を高める45のアドバイス』（グローバル教育出版） 2003
- 『弱さを強さに変えるセルフコーチング』（講談社+α新書） 2003
- 『風の大地 人生勝利学』（小学館） 2004
- 『心の力コーチング いつも勝てるライフスキルの育て方』（講談社） 2004
- 『ピアノの先生のためのコーチ力 生徒を最高に輝かせる』（ヤマハミュージックメディア） 2004
- 『武道・スポーツの真髄 ほんとうの価値の伝え方』（日本武道館） 2004
- 『お父さんはなぜ運動会で転ぶのか? いますぐできる運動不足解消メソッド』（PHP新書） 2006
- 『上達する人長続きする人 音楽を最高に楽しむためのセルフコーチ力』（ヤマハミュージックメディア） 2006
- 『フロー・カンパニー 飛躍し続ける個人と組織に生まれ変わる法則』（ビジネス社） 2008
- 『演奏者勝利学 演奏者のためのメンタル・トレーニング』（ヤマハミュージックメディア） 2009
- 『新「根性」論 「根性」を超えた「今どきの根性」』（毎日コミュニケーションズ、マイコミ新書） 2009
- 『「第二の脳」のつくり方 : すべてが上手くまわり出す「フロー理論」』（祥伝社） 2010
- 『漫画「銀のアンカー」に学ぶ就活脳の作り方』（集英社インターナショナル） 2010
- 『ゾーンに入る技術 「驚異の集中力」が最高の能力を引き出す!』（フォレスト出版） 2011
- 『「心に余裕がある人」になる自分の磨き方 一流の勝負師に学び、いつも平常心を保つ』（ワニブックス） 2012
- 『一瞬で心を「切り替える」技術』（日本実業出版社） 2012
- 『自分を「ごきげん」にする方法』（サンマーク出版） 2013
- 『心を磨く50の思考 - 誰でもできる「いい気分」のつくり方』（幻冬舎） 2013
- 『禅脳思考』（フォレスト出版） 2014
- 『メンタル・トレーニングの第一人者が明かす 一生ブレない自分のつくり方』（大和出版） 2014
- 『自分を敬え。超訳・自助論』（学研プラス） 2015
- 『人間関係が驚くほどうまくいく「応援思考」』（清流出版） 2015
- 『ハイパフォーマーは知っている 恐怖に負けない技術』（かんき出版） 2015
- 『感情にふり回されないコツ』（フォレスト出版） 2015
- 『なぜ、一流の人は「ポジティブ思考」をしないのか?』（PHP研究所） 2015
- 『リーダー1年目からの教科書』（ぱる出版） 2016
- 『さよなら、ストレス　誰にでもできる最新「ご機嫌」メソッド』（文藝春秋） 2016
- 『PLAY LIFE PLAY SPORTS スポーツが教えてくれる人生という試合の歩み方』（内外出版社） 2017
- 『メンタルトレーナーが教える子どもが伸びる スポーツの声かけ』（池田書店） 2017
- 『ゾーンを引き寄せる 脳の習慣』（祥伝社） 2017
- 『フロー・カンパニー』（ビジネス社） 2017
- 『「与える人」が成果を得る』（ワニブックス） 2017
- 『先生の“ごきげん思考”で、授業はうまくいく!』（誠文堂新光社） 2018
- 『先生、ウジウジ・イライラから一瞬で立ち直る方法を教えてください!』（朝日新聞出版） 2018
- 『「集中」と「リラックス」 一瞬で”脳”を切り替える技術』（大和出版） 2019

### 共編著
- 『感じて動く』（佐渡裕、辻聞き手、ポプラ社） 2006

## 翻訳
- 『知っておきたい子どもの健康ポイント』（スーザン・カリッシ、北里研究所病院スポーツクリニック監修、共訳、ベースボール・マガジン社） 1998
- 『ナンシー・クラークのスポーツ栄養ガイドブック』（橋本玲子共訳、女子栄養大学出版部） 1998
- 『バスケットボール』（アメリカン・スポーツ・エデュケーション・プログラム編、阿部理共訳.ベースボール・マガジン社、コーチングforジュニア） 1998
- 『スポーツ選手の摂食障害』（NATA (全米アスレティックトレーナーズ協会) 編、監訳、大修館書店） 1999
- 『ボディワイズ・ウーマン 女性のための知的フィットネス・ライフのすすめ』（ジュディ・M・ルター, リン・ジャフィー、監訳、大修館書店） 1999
- 『中高齢者エクササイズ実践指導ブック』（American Council on Exercise、川久保清, 田中喜代次共監訳、文光堂） 2000
- 『スポーツのオーバートレーニング』（リチャード・B・クレイダー, アンドリュー・C・フライ, メアリー・L・オトゥール編著、川原貴監訳、河野一郎共訳、大修館書店） 2001
- 『幸せをずっと待ちつづける女性すぐにめぐり合える女性』（デニス&デボラ&デイナ・ウェートリー、田中ウルヴェ京共訳、PHP研究所） 2003
- 『演奏家のための「こころのレッスン」 あなたの音楽力を100%引き出す方法』（バリー・グリーン, ティモシー・ガルウェイ、監訳、丹野由美子訳、音楽之友社） 2005
- 『たった今から、ハッピーになる! 人生を変える心の法則』（アンドリュー・マシューズ、監訳、飯岡美紀訳、ダイヤモンド社） 2005
- 『競技力アップのスポーツカウンセリング 実践例から学ぶ』（マーク・B・アンダーセン編、布施努共訳、大修館書店） 2008

## 関連人物
【個人】（敬称略）（五十音順)
- 秋山拓巳（プロ野球選手・阪神タイガース所属投手）
- 天沼知恵子（女子プロゴルファー）
- 有村智恵（女子プロゴルファー）
- 飯野汰一（順天堂大学駅伝部）
- 大井一輝（慶應義塾大学アーチェリー部）
- 小川直久（プロサーファー）
- 勝みなみ（女子プロゴルファー）
- 黒羽根利規（プロ野球選手・日本ハムファイターズ所属キャッチャー）
- 西郷真央（女子プロゴルファー）
- 白崎浩之（プロ野球選手・横浜DeNAベイスターズ所属内野手）
- 園田俊（ライフセーバー日本代表）
- 大門千紗（日本大学ボート部）
- 都倉賢（Jリーガー・コンサドーレ札幌所属）
- 飛田浩明（Bリーガー・ファイティングイーグルス名古屋所属）
- 柳あさこ（射撃選手）

【チーム】
- V・ファーレン長崎（Jリーグ）
- 関西電力ボート部
- 学習院大学チアリーディング部
- 慶應義塾大学女子ゴルフ部
- 東洋大学アイスホッケー部
- 慶應義塾高校フェンシング部
- 女子ラクロスクラブチーム　ミストラル